# Alive, She Cried
Alive She Cried — концертний альбом гурту The Doors. Виданий 1983 року лейблом Elektra. На альбомі представлені концертні записи 1968-1970 років.
У 1991 році цей альбом, разом із концертником Absolutely Live, був виданий у форматі двох CD під назвою In Concert.

## Композиції
1. «Gloria» — 6:17 (Ван Моррісон)
2. «Light My Fire» — 9:51
3. «You Make Me Real» — 3:06
4. «Texas Radio & The Big Beat» — 1:52
5. «Love Me Two Times» — 3:17
6. «Little Red Rooster» — 7:15
7. «Moonlight Drive» — 5:34